# ستيف والاس
ستيف والاس (بالإنجليزية: Steve Wallace)‏ هو لاعب كرة قدم أمريكية أمريكي، ولد في 27 ديسمبر 1964 في تشامبلي في الولايات المتحدة.

## وصلات خارجية
- ستيف والاس على موقع مرجع كرة القدم المحترفة.كوم (الإنجليزية)